# Дрейцер, Александр Григорьевич
Александр Григорьевич (Гиршевич) Дрейцер (12 октября 1890—1970) — советский медик и литератор, доктор медицинских наук (1950). Автор «Записок врача „Скорой помощи“» — популярного документального произведения о повседневной жизни Москвы и москвичей во время Великой Отечественной войны.

## Биография
Родился 12 октября (по старому стилю) 1890 года в Москве в еврейской семье, не позднее 1892 года переехавшей в Минск, затем в Белосток и к 1893 году осевшей в Лодзи Петроковской губернии, где прошли его детство и юность. Когда ему было 16 лет умер его отец, уроженец Минска Гирш Израилевич Дрейцер (1863—1906). Окончил четыре класса Лодзинского коммерческого училища, экзамены на аттестат зрелости держал в Воронежской 1-й гимназии в 1911 году (в свидетельстве указан как «мещанин Александр Гиршевич Дрейцер, иудейского вероисповедания»). В том же году поступил на медицинский факультет Страсбургского университета, где окончил три полных курса и 12 марта 1914 года сдал доклинический экзамен для иностранцев. В марте — июле 1914 года как кандидат медицины проходил практику в клинике Страсбургского университета. С началом Первой мировой войны был интернирован как подданный враждебной державы, освобождён в октябре 1914 года, при участии Красного Креста вернулся в Россию и в том же месяце ушёл добровольцем в действующую армию в качестве зауряд-врача. 2—22 ноября принимал участие в Лодзинской операции, награждён Георгиевской медалью 4-й степени. С 15 января 1915 года состоял в 3-м Летучем перевязочном отряде Третьего переводого врачебно-питательного отряда Всероссийского Земского Союза в расположении 5-й армии.
28 августа 1915 года была зачислен студентом на медицинский факультет Императорского Московского университета. 10 февраля 1916 года принял православие в Церкви Адриана и Наталии в Мещанской слободе, после чего в документах использовал отчество «Григорьевич». 26 марта 1917 года сдал Государственный экзамен в Московском университете и был удостоен звания «Лекарь». В апреле того же года был мобилизован, служил врачом военно-морского флота на военных судах Черноморского флота «Кронштадт», «Алмаз» и на гидрокрейсере «Авиатор» под командованием адмирала А. В. Колчака. Уволен в отставку в июне 1918 года. Вся его семья, включая мать Фаню Гершевну Дрейцер (в девичестве Фин, 1867—1940), зубного врача родом из Гродно, брата и сестёр, осталась в Лодзи, ставшей к этому времени Польшей.
17 сентября 1918 года был мобилизован в Красную Армию и 23 сентября назначен в распоряжение начальника Санитарного управления 6-й армии; исполнял обязанности начальника Санитарной части 6-й армии и помощника начальника Санитарной части Северного флота. За участие в организации борьбы с эпидемией тифа был награждён РВСР серебряными часами (15 марта 1920). 8 июля 1920 года назначен начальником Окружного санитарного управления Орловского военного округа, 27 июля — начальником Приуральского окружного Военно-санитарного управления. Kапитан первого ранга.
В феврале 1922 года был отозван в Главсанупр и 11 марта, после восьми лет службы военным врачом, демобилизован. Работал заместителем здравотдела Ташкентской железной дороги, заведующим подотделом по обслуживанию движущихся масс Медико-санитарного отдела путей сообщения при Наркомздраве, заведующим лечебным отделом Казанской железной дороги, судовым врачом на пароходе «Совет» (осуществлявшим пассажирские и грузовые перевозки по маршруту Петроград — Лондон. В 1930-х годах работал в поликлинике Центральной Комиссии содействия учёным (с 1939 года — центральная поликлиника народного комиссариата здравоохранения), где среди его постоянных пациентов был ряд известных учёных и писателей. В 1940 году занялся курортологией, занимался организацией плавучих санаториев и благоустройством курортов в Теберде и други регионов Кавказа. Во время Великой Отечественной войны одновременно с работой в Центральной поликлинике НКЗ в Москве добровольно дежурил на станции скорой помощи в институте имени Склифософского.
Более всего известен как автор «Записок врача „Скорой помощи“» — серии документальных очерков, которые вопреки распространённому мнению не основывались на дневниковых записях, а были написаны в 1944—1945 годах ретроспективно на основе собранных для диссертации документов. Защита диссертации на соискание учёной степени кандидата медицинских наук по теме «Материалы к вопросу о внезапной смерти (по данным моргов, станций Скорой Помощи гор. Москвы и Отдела диспансеризации Центр. Поликлиники НКЗдрава СССР)» состоялась в 1945 году. Материал «Записок врача» представлен в виде кратких дневниковых записей по дням дежурств с 3 августа 1941 года по 4 декабря 1943 года, с кратким вступлением автора. Материалы этих очерков были использованы комиссией И. М. Минца, созданной для написания хроники обороны Москве. Несмотря на ряд попыток, при жизни автора «Записки врача» опубликованы не были и полностью были изданы лишь в 1995 году издательством журнала «Источник».
Диссертацию доктора медицинских наук защитил в 1950 году по теме «Экспертиза и трудоустройство при огнестрельных ранениях глаз» и последние годы жизни работал в физкультурном диспансере. Опубликовал ряд статей по здоровому образу жизни в журнале «Физкультура и спорт» и других изданиях.

## Семья
- Первая жена (с 1917 года) — Вера Ивановна Меллер.
- Вторая жена — Галина Михайловна Рослякова, врач-терапевт.
  - Сын — Генрих Александрович Дрейцер, доктор технических наук, лауреат Государственных премии СССР и РСФСР, профессор Московского авиационного института[2].
  - Дочь — Валентина Александровна Смирнова (род. 1938), инженер-строитель.